# Emanuel Lasker
| Portal | Portal:Skak |

Emanuel Lasker (24. december 1868 – 11. januar 1941) var verdensmester i skak 1894-1921. Han var den anden i rækken af officielle verdensmestre og bevarede titlen i 27 år, længere end nogen anden. Han var desuden matematiker og filosof. Han var af tysk nationalitet og født i Berlinchen i Brandenburg (det nuværende Barlinek i Polen).

## Biografi

### Barndom og ungdom
Lasker var af jødisk herkomst, idet hans bedstefar var rabbi. Hans forældre var den jødiske kantor Adolf Lasker og dennes hustru Rosalie Israelssohn. Han var den yngste af 4 søskende: Storebroderen Berthold Lasker, der blev en anset læge, og to søstre (Theophila og Amalia). Familien sad i små kår, og da Berthold tog til Berlin for at studere medicin, måtte han klare sig selv økonomisk, hvilket han gjorde ved lidt undervisning og småjobs og en yderst spartansk levevis. Senere opdagede Berthold en tesalon, hvor der spilledes skak om små beløb, og her lykkedes det ham at supplere sine indtægter en smule.
Forældrene havde fejlagtigt fået det indtryk, at det gik Berthold godt økonomisk og sendte derfor i 1879 Emanuel til Berlin for at bo hos ham, mens han gik i skole. Det blev en meget hård tid, hvor han både sultede og frøs, hvilket bl.a. resulterede i en hospitalsindlæggelse. Berthold lærte Emanuel at spille skak, og snart spillede han også om penge i tesalonen. Denne kummerlige tilværelse, hvor et nederlag kunne betyde, at der ikke var råd til mad, satte sit præg på Lasker og indgød ham en kampvilje og omhyggelighed med spillet, som han bevarede hele sit liv.
Da livsførelsen i høj grad også gik ud over skolegangen, fik forældrene i 1887 flyttet Lasker til Landsberg (an der Warthe), hvor han blev student i 1888.
Laskers ønske var at studere matematik, og det studium påbegyndte han i Berlin i 1888, men allerede i 1889 skiftede han til universitetet i Göttingen.

### Fra skakspiller til verdensmester
1889 var også året, hvor Laskers egentlige skakkarriere begyndte. Han vandt først en lille turnering på Café Kaiserhof i Berlin og meldte sig senere samme år til det tyske skakforbunds kongresturnering i Breslau, hvor han deltog i og overlegent vandt den såkaldte "Hauptturnier", som var klassen lige under turneringen for de internationale spillere (der fandt sted samtidig, og som blev vundet af Tarrasch).
Sejren medførte en invitation til en lille turnering i Amsterdam, hvor Lasker blev nummer 2 efter Amos Burn og vandt en pengepræmie, som var betydelig i forhold til hans daværende situation. I denne turnering vandt Lasker et berømt parti mod Bauer ved et dobbelt løber-offer, som har fået mange efterligninger senere. Tilbage i Berlin spillede Lasker simultanskak samt begyndte et antal betydningsfulde matcher mod kendte spillere, idet han vandt over v. Bardeleben, der ansås for at være Berlins stærkeste mester, og over Jacques Mieses, der var blevet nummer 3 i den omtalte internationale turnering i Breslau.
I 1891 besluttede han sig for at opgive sit studium, og han slog sig ned i London, hvor han året før havde spillet mod besøgende på verdensudstillingen. Han boede i London i 2 år, vandt matcher mod flere af de lokale mestre og udgav et skaktidsskrift, London Chess Fortnightly. I 1892 udfordrede han Tarrasch til en match, men denne afslog med begrundelsen, at Lasker manglede at vinde en førsteplads i en stor turnering. Tarrasch havde på dette tidspunkt netop vundet 3 af de 4 store turneringer, han vandt i træk. Afslaget blev ikke glemt af Lasker, som først gav Tarrasch chancen mange år senere, da denne var ovre sin bedste tid.
Lasker fulgte i stedet i Steinitz' fodspor og rejste 1893 over Atlanten for at slå sig ned i New York. Her spillede han – og vandt – matcher mod flere førende, amerikanske mestre og præsterede desuden at vinde den internationale turnering i byen samme år ved at vinde samtlige 13 partier.
Det lykkedes ham derefter i 1894 at få arrangeret en match mod Steinitz om verdensmesterskabet. Denne match vandt Lasker overlegent med 10 gevinster mod 5 nederlag og 4 remis. Hans spil var ikke bemærkelsesværdigt, men godt nok til at udnytte den aldrende mesters svagheder. Laskers opstigning fra "hovedturneringsspiller" til verdensmester tog således kun 5 år, og han bevarede som nævnt titlen i 27 år, hvilket er længere end nogen anden officiel titelindehaver.

### Tiden som verdensmester
Lasker opholdt sig i New York det første par år efter titelkampen og udgav i 1895 bogen: Common Sense in Chess (Sund fornuft i skak), baseret på foredrag, han havde holdt under sit ophold i England. Hans første turnering som mester var skakturneringen i Hastings 1895, der var den hidtil stærkest besatte turnering. Her opnåede han lidt skuffende kun en tredjeplads, da turneringen blev vundet af Harry Nelson Pillsbury, som spillede sit livs turnering. Michael Tschigorin blev nr. 2, mens Steinitz blev nr. 5 og viste, at han endnu ikke kunne afskrives. Lasker spillede dog i 1895 og 1896 to store turneringer i henholdsvis Sankt Petersborg og Nürnberg, som han begge vandt.
Steinitz udfordrede Lasker til en revanchematch, og den fandt sted i Moskva i 1896/97, hvor Lasker viste sig endnu mere overlegen. Han trak sig herefter tilbage fra skak til 1899, flyttede først tilbage til England og derefter til Tyskland og færdiggjorde sine matematikstudier i Berlin og Heidelberg. Han fik doktorgraden i 1900.
Forinden havde han fejret to store triumfer: Den internationale turnering i London 1899 vandt han med et bemærkelsesværdigt forspring på 4½ point, og også en stærk skakturnering i Paris år 1900 i forbindelse med verdensudstillingen i Paris 1900 vandt han overlegent. For første gang i ti år deltog han i en turnering uden at vinde, da han blev delt nr. to i Cambridge Springs i 1904, hvor Frank Marshall vandt. På dette tidspunkt forsøgte flere at få Lasker til at sætte sin VM-titel på spil, men forsøgene strandede indtil 1907.
I 1899 havde Lasker overtaget redaktionen af tidsskriftet Deutsche Schachzeitung, som han varetog, selvom han i 1902 flyttede til USA igen. Han opgav dog stillingen i 1904, hvor han i stedet udgav Lasker's Chess Magazine i New York. Det udkom indtil januar 1909.
Det lykkedes ham ikke at finde en akademisk stilling, selvom han ansøgte både universiteter i Tyskland, i England (Manchester) og også Columbia University i New York. Disse forgæves forsøg tvang ham til at tjene sine penge ved at spille matcher og fik ham desuden til at studere filosofi. I 1907 udkom hans første filosofiske skrift (samtidigt på engelsk og tysk) med titlen henholdsvis Struggle og Kampf. 1907 var også året, han forsvarede sit verdensmesterskab for første gang siden revanchematchen mod Steinitz, da han slog Frank Marshall i en match med 8 – 0 (7 remis)
1908 vendte han atter tilbage til Tyskland og slog sig ned i Berlin. Han satte i denne periode sit mesterskab på spil i VM-matcherne mod Siegbert Tarrasch (match i 1908), Carl Schlechter (match i starten af 1910) og Dawid Janowski (match i slutningen af 1910).
I 1909 vandt han en turnering i Skt. Petersborg på deling med Akiba Rubinstein
I juli 1911 giftede han sig i Berlin med skribenten Martha Kohn (født Bamberger), der skrev under pseudonymet Martha Marco, bl.a. for tidsskriftet Simplicissimus. Samme år modtog han en udfordring fra den unge cubaner José Raúl Capablanca om en VM-match. Forhandlinger herom førte – lige som de derpå følgende med Rubinstein ikke til noget. Lasker forlangte – formentlig både på grund af sin ungdoms fattigdom og under indtryk af den nu afdøde Steinitz' armod i de sidste år – altid at blive godt betalt. Han forsøgte endda at kræve ophavsret til sine matchpartier, hvilket han dog ikke kunne gennemføre.
Lasker deltog i den sidste store turnering før 1. verdenskrig, skakturneringen i Sankt Petersborg 1914, hvor han efter en hård kamp med Capablanca endte som vinder. Ved denne lejlighed fik han selv, Capablanca, Tarrasch, Marshall og Alexander Aljechin tildelt hæderstitlen skakstormester af zar Nikolaj 2. af Rusland.
1913 købte han et landsted i Thyrow og forsøgte sig i denne tid som landmand med ringe held. 1. verdenskrig satte en stopper for international skak, og efter krigen mistede han hele sin formue, som var sat i krigslån. Lasker havde, som mange andre tyske jøder, vist sig patriotisk indstillet og udgav i 1916 en brochure med titlen Die Selbsttäuschungen unserer Feinde (Vore fjenders selvbedrag), hvori han kritiserede Tysklands modstandere.
I efterkrigstiden helligede Lasker sig fornyet filosofien og offentliggjorde 1919 sit hovedværk herom: Filosofien om det ufuldendte.
Et fornyet forsøg fra Capablancas side på at opnå en match med Lasker om verdensmesterskabet, mislykkedes i 1920, igen af finansielle grunde. Lasker, der efterhånden var blevet 53 år, tilbød da at afgive titlen til Capablanca, men dette blev afslået af Capablanca, der ikke ønskede at bliver mester uden kamp. Ved fornyede anstrengelser kom VM-matchen mellem dem i stand, og den spilledes fra 15. marts til 28. april 1921 i Havanna. Lasker, der ikke følte sig tilpas i det uvante, tropiske klima, opgav matchen efter 14 partier ved stillingen 5-9 (+0-4=10), hvorefter Capablanca blev den nye verdensmester.

### Tiden efter tabet af verdensmesterskabet
Tabet af titlen medførte efter en kortvarig pause en opblussen i Laskers interesse for turneringsspil. Han vandt en mindre turnering i Mährisch-Ostrau 1923, og i skakturneringen i New York 1924, der regnes blandt de ypperste, vandt han med 1,5 points forspring over Capablanca og med 4,5 points forspring for den senere verdensmester Aljechin. Året efter deltog han i skakturneringen i Moskva 1925, der ligeledes var meget stærkt besat, og hvor han blev nr. 2 efter Bogoljubow, men atter foran Capablanca. Det er bemærkelsesværdigt, at Lasker skulle blive 68 år, før det lykkedes Capablanca at komme foran ham i en turnering (i skakturneringen i Moskva 1936).
Moskva-turneringen var for en lang periode et farvel til Laskers skakkarriere. I samme år udkom hans Lærebog i skakspillet, hvori han bl.a. påskønner sin forgænger Steinitz for hans indsats med at udforske positionsspillet. Bogen indeholder talrige filosofiske sidespring og regnes blandt skaklitteraturens klassikere. Sammen med sin broder Berthold skrev han et ekspressionistisk drama (Vom Menschen die Geschichte), som imidlertid ikke fik succes ved opførelsen.
Han beskæftigede sig fra 1926 indgående med spillet Go, som han havde studeret helt fra 1910. Han ansås snart for konkurrent til Tysklands bedste Go-spiller, berlineren Felix Dueball, som han besejrede i 1930 i et turneringsparti, der stadig er bevaret. Udover Go dyrkede Lasker også bridge og var en god poker-spiller. I 1927 grundlagde han i Berlin en skole for kundskabsspil. På dette tidspunkt opfandt han desuden brætspillet Laska, som er et dam-lignende spil, hvor en brik, der bliver slået, ikke fjernes fra brættet, men i stedet stables nedenunder den brik, som har slået den. Ligeledes udviklede han en variant af spillet mølle. 1929 udkom hans bog Das verständige Kartenspiel (Det gennemtænkte kortspil), og i 1931 bøger om bridge og andre spil. I 1932 forkyndte Lasker sit farvel til skakken og planlagde at bruge al sin tid på bridge.

### Den sidste vanskelige tid
I 1933 måtte den jødiske Lasker med sin kone Martha Kohn forlade Tyskland på grund af nazisternes undertrykkelse. De opholdt sig først et år i Holland, men bosatte sig derefter i England, hvor Lasker var tvunget til at genoptage skakken for at tjene penge.
Akademiet for videnskaberne i Moskva indbød ham i 1935 til at blive permanent medlem, hvilket Lasker tog imod og rejste dertil. Han tjente officielt til livets ophold ved et matematisk institut, men hans hovedbeskæftigelse bestod i at træne skak med sovjetiske mesterspillere og deltage i simultanforestillinger etc. for at popularisere skakspillet i USSR. I den stærkt besatte skakturnering i Moskva 1935 blev han nr. 3, og i Moskva-turneringen 1936 nr. 6. Den sidste internationale turnering han deltog i var turneringen i Nottingham 1936.
Stærkt bekymret over den tiltagende terror i stalintiden benyttede Lasker lejligheden ved et besøg hos sin steddatter i New York til at blive i USA. 1938 blev han og hans hustru frataget deres tyske statsborgerskab. Ægteparret Lasker levede nu i dette sidste livsafsnit under særdeles trange økonomiske kår. Lasker blev syg i slutningen af 1940 og omkring nytår indlagt på Mount Sinai-hospitalet i New York, hvor han døde 11. januar 1941. (I Hannaks biografi angives dødsdagen dog at være 13. januar.)
Han er begravet på kirkegården Beth Olom i Queens.

## Laskers spillestil og indsats i skak
Laskers spillestil var pragmatisk og kæmpende; Aljechin betegnede ham i turneringsbogen for turneringen i New York 1927 som "uovertruffen turneringsspiller". Han ansås generelt for at være en spiller med stort åbningskendskab og -forberedelse, lavede meget sjældent direkte fejltræk og var en fremragende forsvarsspiller, som gambitspillerne forgæves løb storm på. I slutspillet var Lasker uovertruffen for sin tid. Laskers forsvarskunst var en gåde for mange mestre, som de i deres fortvivlelse fandt forskellige "forklaringer" på: For Tarrasch var Lasker slet og ret heldig, mens Réti fandt, at Lasker spillede psykologisk.
I mangel af klare udsagn fra Lasker selv citeres ofte en sætning fra Hannaks biografi: "Lasker foretog ikke det videnskabeligt set rigtige træk, men valgte i stedet det for modstanderen mest ubehagelige". Denne bedømmelse har siden været tæt forbundet med Laskers navn, selvom der i den senere tid er rejst indvendinger mod den. Bl.a. argumenterer den tyske stormester Robert Hübner for, at der på stormesterplan er ringe spillerum for psykologiske overvejelser, og at træk, der ikke modsvarer stillingens krav, i regel bliver gendrevet. I tilfældet Réti, der for det meste var chanceløs mod Lasker, går han derfor ud fra, at der er tale om en projektion af dennes egen ængstelse.
Som eksempel på Laskers angivelige, psykologiske stil nævnes ofte det berømte parti mod Capablanca i Sankt Petersborg 1914, som Lasker var nødt til at vinde for at få turneringssejren. Til modstanderens store overraskelse valgte Lasker den normalt helt harmløse afbytningsvariant i spansk. Det fik Capablanca til at slappe for meget af, og Lasker fik etableret en strategisk opstilling, som gav ham overtaget og sejren.
Lasker har givet navn til flere åbningsvarianter:
- I afslået dronninggambit til Laskers forsvar med trækfølgen: 1.d4 d5 2.c4 e6 3.Sc3 Sf6 4.Lg5 Le7 5.e3 O-O 6.Sf3 h6 7.Lh4 Se4
- I Evansgambit indførte han i 1895 en spillemåde, som effektivt satte en stopper for anvendelse af denne hidtil populære åbning i seriøse turneringer: 1.e4 e5 2.Sf3 Sc6 3.Lc4 Lc5 4.b4 Lxb4 5.c3 La5 6.d4 d6 7.0-0 Lb6 8.dxe5 dxe5 9.Dxd8+ Sxd8 10.Sxe5 Le6. Ved at give bonden tilbage, skaffer sort sig en solid stilling og har imødegået hvids aggressive hensigter, og ifølge Reuben Fine er den opnåede, forenklede stilling "psykologisk nedslående for gambitspilleren."

Laskers højeste historiske Elo-rating var 2878 i maj 1894. I en beregning af denne rating for alle tiders stærkeste skakspillere over 3-års perioder er Lasker placeret som nummer 4 med 2855 efter 1. Kasparov (2874), 2. Bobby Fischer (2867) og 3. Capablanca (2857).

## Matematikeren og filosoffen
Lasker var en anerkendt matematiker. Han opnåede doktorgraden ved universitetet i Erlangen år 1900 efter studier under David Hilbert. Hans doktorafhandling, Über Reihen auf der Convergenzgrenze (Om rækker på konvergensgrænsen), blev udgivet i Philosophical Transactions i 1901.
Lasker introducede begrebet primary ideal, som udvider ideen om potenser af primtal til algebraisk geometri. Han er mest kendt sit skrift fra 1905: Zur Theorie der Moduln und Ideale, som fremkom i Mathematische Annalen. I dette skrift fremsatte han, hvad der nu kendes som Lasker-Noether-theoremet.
Han havde som nævnt studeret filosofi og udgivet bøger om emnet, men disse vakte kun i ringe grad opmærksomhed. Han var god ven af Albert Einstein og blev sent i livet ivrig humanist, der skrev indtrængende om behovet for inspirerende og struktureret uddannelse for at sikre menneskehedens stabilitet og sikkerhed.
Digteren Else Lasker-Schüler var hans svigerinde.

## Citater
- "Skak er et spil af denne verden, Go har noget overjordisk over sig. Hvis vi nogensinde møder en civilisation i universet, som spiller et spil, som vi også kender, så vil det uden tvivl være Go."

- "Erhvervelse af harmonisk uddannelse er sammenlignelig med dannelsen og væksten af en harmonisk bygget organisme. Den ene næres af blodet, den anden af ånden; men livet selv, der er tilsvarende mystisk, kreativt, magtfuldt, flyder gennem begge. " — fra Manual of Chess.

## Værker (udvalg)
* Common Sense in Chess (1895). (Sund fornuft i * Common Sense in Chess (1895). (Sund fornuft i skak. Tysk titel: Gesunder Menschenverstand im Schach.)
- Kampf (1907) (Kamp).
- Das Begreifen der Welt (1913) (Om forståelsen af verden).
- Die Philosophie des Unvollendbar (1919) (Filosofien om det ufuldendte).
- Lehrbuch des Schachspiels (1925). (Lærebog i skakspillet, engelsk titel: Lasker's Manual of Chess) var lige så berømt i skakkredse for sin filosofiske tone som for sit indhold.
- Das verständige Kartenspiel (1929) (Det gennemtænkte kortspil).
- Brettspiele der Völker (1931) (Folkenes brætspil).

## Udvalgte partier
- Det dobbelte løberoffer i Lasker – Bauer, Amsterdam 1889.
- Harry Nelson Pillsbury mod Emanuel Lasker, Sankt Petersborg 1895, afslået dronninggambit. Pillsbury varianten (D50), 0-1 Arkiveret 27. august 2006 hos  Wayback Machine. Et flot offer i det 17. træk førte til et sejrrigt angreb.
- Emanuel Lasker mod José Raúl Capablanca, Sankt Petersborg 1914, spansk parti, afbytningsvarianten (Aljechin varianten) (C68), 1-0. Arkiveret 27. august 2006 hos  Wayback Machine Lasker, som var nødt til at vinde dette spil, valgte overraskende en rolig åbning, der tillod Capablanca at forenkle spillet. Dette psykologiske valg svækkede muligvis Capablancas årvågenhed, så Lasker fik overtaget i en interessant strategisk kamp i slutningen af midtspillet.

## Slutspilstudie
Lasker komponerede nogle Slutspilstudier, af hvilke det berømteste viser en manøvre, som endnu kendes under navnet Lasker-manøvren...
| \| \| a \| b \| c \| d \| e \| f \| g \| h \| \| \| 8 \| \| \| \| \| \| \| \| \| 8 \| \| 7 \| \| \| \| \| \| \| \| \| 7 \| \| 6 \| \| \| \| \| \| \| \| \| 6 \| \| 5 \| \| \| \| \| \| \| \| \| 5 \| \| 4 \| \| \| \| \| \| \| \| \| 4 \| \| 3 \| \| \| \| \| \| \| \| \| 3 \| \| 2 \| \| \| \| \| \| \| \| \| 2 \| \| 1 \| \| \| \| \| \| \| \| \| 1 \| \| \| a \| b \| c \| d \| e \| f \| g \| h \| \| |    |    |    |    |    |    |    |    |   |
| Hvid trækker og vinder |    |    |    |    |    |    |    |    |   |
| | a  | b  | c  | d  | e  | f  | g  | h  |   |
| 8 | a8 | b8 | c8 | d8 | e8 | f8 | g8 | h8 | 8 |
| 7 | a7 | b7 | c7 | d7 | e7 | f7 | g7 | h7 | 7 |
| 6 | a6 | b6 | c6 | d6 | e6 | f6 | g6 | h6 | 6 |
| 5 | a5 | b5 | c5 | d5 | e5 | f5 | g5 | h5 | 5 |
| 4 | a4 | b4 | c4 | d4 | e4 | f4 | g4 | h4 | 4 |
| 3 | a3 | b3 | c3 | d3 | e3 | f3 | g3 | h3 | 3 |
| 2 | a2 | b2 | c2 | d2 | e2 | f2 | g2 | h2 | 2 |
| 1 | a1 | b1 | c1 | d1 | e1 | f1 | g1 | h1 | 1 |
| | a  | b  | c  | d  | e  | f  | g  | h  |   |

Løsning:

1. Kb7 Tb2+

2. Ka7 Tc2

3. Th5+ Ka4

4. Kb6 Tb2+

5. Ka6 Tc2

6. Th4+ Ka3

7. Kb6 Tb2+

8. Ka5 Tc2

9. Th3+ Ka2

10. Txh2 Binding, Offer Txh2

11. c8D vinder

## Laskers turnerings – og matchresultater
| År      | Turnering                                                 | Sted                                                              | Resultat/Points   | Placering |
| ------- | --------------------------------------------------------- | ----------------------------------------------------------------- | ----------------- | --- |
| 1889    | "Hovedturnering-Klasse A"                                 | Breslau                                                           | 8/9 (+7-0=2)      | 1. plads |
|         | Hovedturnering-Mestergruppe                               | Breslau                                                           | 4/6 (+4-2=0)      | 1.-2. plads |
|         | Mesterturnering                                           | Amsterdam                                                         | 6/8 (+5-1=2)      | 2. plads |
|         | Match mod Curt von Bardeleben                             | Berlin                                                            | 2,5/4 (+2-1=1)    | Lasker vinder med 2,5-1,5                                                                                      |
| 1889/90 | Match mod Jacques Mieses                                  | Leipzig                                                           | 6,5/8 (+5-0=3)    | Lasker vinder med 6,5-1,5                                                                                      |
| 1890    | Match mod Henry Edward Bird                               | Liverpool                                                         | 8,5/12 (+7-2=3)   | Lasker vinder med 8,5-3,5                                                                                      |
|         | Match mod N. T. Miniati                                   | Manchester                                                        | 4/5 (+3-0=2)      | Lasker vinder med 4-1                                                                                          |
|         | Mesterturnering                                           | Berlin                                                            | 5,5/7 (+5-1=1)    | 1.-2. plads (delt med Berthold Lasker)                                                                         |
|         | Mesterturnering                                           | Graz                                                              | 4/6 (+3-1=2)      | 3. plads |
|         | Match mod Berthold Englisch                               | Wien                                                              | 3,5/5 (+2-0=3)    | Lasker vinder med 3,5-1,5                                                                                      |
| 1892    | Kongresturnering, British Chess Association (BCA)         | London                                                            | 9/11 (+8-1=2)     | 1. plads |
|         | Mesterturnering                                           | London                                                            | 6,5/8 (+5-0=3)    | 1. plads |
|         | Match mod Joseph Henry Blackburne                         | London                                                            | 8/10 (+6-0=4)     | Lasker vinder med 8-2                                                                                          |
|         | Match mod Henry Edward Bird                               | Newcastle                                                         | 5/5 (+5-0=0)      | Lasker vinder med 5-0                                                                                          |
| 1892/93 | Match mod Jackson Whipps Showalter                        | Kokomo og Logansport                                              | 6,5/9 (+6-2=1)    | Lasker vinder med 6,5-2,5                                                                                      |
| 1893    | Match mod Celso Golmayo Zupide                            | Havana                                                            | 2,5/3 (+2-0=1)    | Lasker vinder med 2,5-0,5                                                                                      |
|         | Match mod Andreas Vasquez                                 | Havana                                                            | 3/3 (+3-0=0)      | Lasker vinder med 3-0                                                                                          |
|         | International turnering                                   | New York                                                          | 13/13 (+13-0=0)   | 1. plads |
| 1894    | Match om verdensmesterskabet mod Wilhelm Steinitz         | New York/Philadelphia/Montreal                                    | 12/19 (+10-5=4)   | Lasker vinder med 12-7 og bliver verdensmester                                                                 |
| 1895    | International turnering                                   | Hastings                                                          | 15,5/21 (+14-2=3) | 3. plads |
| 1895/96 | International turnering                                   | Sankt Petersborg                                                  | 11,5/18 (+8-3=7)  | 1. plads |
| 1896    | International turnering                                   | Nürnberg                                                          | 13,5/18 (+12-3=3) | 1. plads |
| 1896/97 | Revanchematch om verdensmesterskabet mod Wilhelm Steinitz | Moskva                                                            | 12,5/17 (+10-2=5) | Lasker vinder med 12,5-4,5                                                                                     |
| 1899    | International turnering                                   | London                                                            | 22,5/27 (+19-1=7) | 1. plads |
| 1900    | International turnering                                   | Paris                                                             | 14,5/16 (+14-1=1) | 1. plads |
| 1901    | Mini-match mod David Janowski                             | Manchester                                                        | 1,5/2 (+1-0=1)    | Lasker vinder med 1,5-0,5                                                                                      |
| 1904    | International turnering                                   | Cambridge Springs                                                 | 11/15 (+9-2=4)    | 2.-3. plads (delt med David Janowski)                                                                          |
|         | Mesterturnering                                           | Trenton Falls                                                     | 5/6 (+4-0=2)      | 1. plads |
| 1907    | Match om verdensmesterskabet mod Frank Marshall           | New York, Philadelphia, Washington, Baltimore, Chicago og Memphis | 11,5/15 (+8-0=7)  | Lasker vinder med 11,5-3,5                                                                                     |
| 1908    | Match om verdensmesterskabet mod Siegbert Tarrasch        | Düsseldorf og München                                             | 10,5/16 (+8-3=5)  | Lasker vinder med 10,5-5,5                                                                                     |
| 1909    | Match mod Abraham Speijer                                 | Amsterdam                                                         | 2,5/3 (+2-0=1)    | Lasker vinder med 2,5-0,5                                                                                      |
|         | International turnering                                   | Sankt Petersborg                                                  | 14,5/18 (+13-2=3) | 1.-2. plads (delt med Akiba Rubinstein)                                                                        |
|         | 1. Match mod David Janowski                               | Paris                                                             | 3/4 (+2-0=2)      | Lasker vinder med 3-1                                                                                          |
|         | 2. Match mod David Janowski                               | Paris                                                             | 8/10 (+7-1=2)     | Lasker vinder med 8-2                                                                                          |
| 1910    | Match om verdensmesterskabet mod Carl Schlechter          | Wien og Berlin                                                    | 5/10 (+1-1=8)     | Lasker bevarer sin titel efter uafgjort (5-5).                                                                 |
|         | Match om verdensmesterskabet mod David Janowski           | Berlin                                                            | 9,5/11 (+8-0=3)   | Lasker vinder med 9,5-1,5                                                                                      |
| 1914    | International turnering                                   | Sankt Petersborg                                                  | 13,5/18 (+10-1=7) | 1. plads |
| 1916    | Match mod Siegbert Tarrasch                               | Berlin                                                            | 5,5/6 (+5-0=1)    | Lasker vinder med 5,5-0,5                                                                                      |
| 1918    | International turnering                                   | Berlin                                                            | 4,5/6 (+3-0=3)    | 1. plads |
| 1921    | Match om verdensmesterskabet mod José Raúl Capablanca     | Havana                                                            | 5/14 (+0-4=10)    | Lasker opgav matchen ved stillingen 5-9 (der spilledes til 6 gevinster). Capablanca blev dermed verdensmester. |
| 1923    | International turnering                                   | Mährisch-Ostrau                                                   | 10,5/13 (+8-0=5)  | 1. plads |
| 1924    | International turnering                                   | New York                                                          | 16/20 (+13-1=6)   | 1. plads |
| 1925    | International turnering                                   | Moskva                                                            | 14/20 (+10-2=8)   | 2. plads |
| 1934    | International turnering                                   | Zürich                                                            | 10/15 (+9-4=2)    | 5. plads |
| 1935    | International turnering                                   | Moskva                                                            | 12,5/19 (+6-0=13) | 3. plads |
| 1936    | International turnering                                   | Moskva                                                            | 8/18 (+3-5=10)    | 6. plads |
|         | International turnering                                   | Nottingham                                                        | 8,5/14 (+6-3=5)   | 7.-8. plads (delt med Salo Flohr)                                                                              |
| 1940    | Match mod Frank Marshall                                  | New York                                                          | 0,5/2 (+0-1=1)    | Afbrudt ved stillingen 1,5-0,5 til Marshall.                                                                   |

## Emanuel Lasker Gesellschaft
Emanuel Lasker Selskabet (tysk: Emanuel Lasker Gesellschaft) blev grundlagt 11. januar 2001 i Potsdam. Det beskæftiger sig med Laskers virke, men også med andre temaer fra skakhistorien.